# Rula Jebreal
Rula Jebreal (in arabo رولا جبريل‎?; in ebraico רולא ג'בריל‎?; Haifa, 24 aprile 1973) è una giornalista, scrittrice e docente palestinese con cittadinanza israeliana naturalizzata italiana.

## Biografia

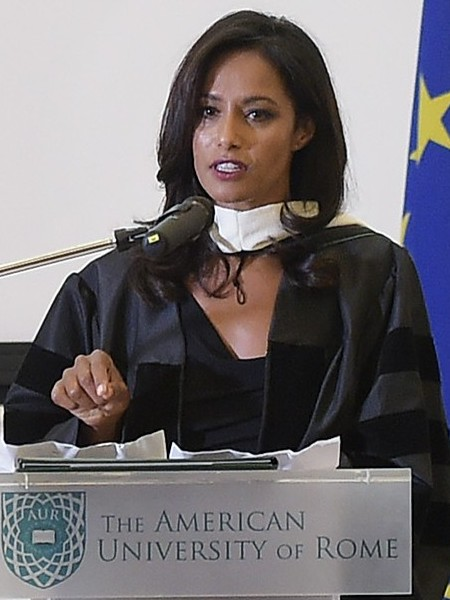
Rula Jebreal all'American University of Rome nel 2017

Nata a Haifa, Rula Jebreal è cresciuta in Israele, da dove si è poi trasferita in Italia. Il padre, Othman Jebreal, era un commerciante con ascendenze nigeriane, imam sufi di Gerusalemme Est e guardiano della moschea al-Aqsa. La madre Zakia, palestinese, si è suicidata in conseguenza di gravi abusi, quando Rula aveva 5 anni.
Assieme alla sorella Rania, viene affidata dal padre al Dar Al-Tifel Al-Arabi (lett. "Casa dei bambini arabi"), il collegio-orfanotrofio fondato da Hind al-Husseini a Gerusalemme, nei pressi della chiesa del Santo sepolcro, istituto nel quale rimane dal 1978 al 1991. L'esperienza di vita al collegio, che si rivelerà una tappa fondamentale della sua vita, la porterà a considerare Hind al-Husseini, creatrice della struttura, sua maestra di vita e figura ispiratrice, alla stregua di una seconda madre, che Jebreal ricorda come colei che le ha letteralmente salvato la vita. Nel 1993 riceve una borsa di studio dal governo italiano per studiare fisioterapia all'Università di Bologna, dove si laurea.
Nel 2002, come giornalista e militante del Movimento Palestinese per la Democrazia e la Cultura, prende parte a Diario di guerra, una trasmissione televisiva su LA7. Nel 2005 conduce Pianeta 7, rubrica di approfondimento sui paesi esteri. Nell'estate seguente modera il dibattito giornaliero di Omnibus Estate e in ottobre il "tema del giorno" del programma quotidiano Omnibus, alternandosi con Antonello Piroso. Nello stesso anno vince il Premio Ischia internazionale di giornalismo per la televisione nella sezione giovani, riservato ai professionisti under 35. Nel febbraio 2006 è vittima di affermazioni razziste pronunciate dal ministro leghista Roberto Calderoli. Sempre nel 2006 affianca Michele Santoro in Annozero, assieme a Beatrice Borromeo dove viene insultata da Giulio Sapelli.
In seguito si dedica alla promozione nelle sale statunitensi del film Miral, tratto dal suo romanzo autobiografico La strada dei fiori di Miral, di cui è autrice della sceneggiatura, e diretto dall'allora compagno Julian Schnabel. La pellicola viene avversata da diverse organizzazioni israeliane che contestano quella che, a loro avviso, è una caratterizzazione filo-palestinese. Una protesta viene espressa dallo stesso governo israeliano che tenta, invano, di impedire la première statunitense del film, organizzata presso la sala dell'Assemblea generale delle Nazioni Unite, il 13 marzo 2011. La Jebreal respingendo le accuse, dichiara: "Questo film è un grido per la pace. [...] È contro la violenza, da ovunque essa venga."
Nell'agosto 2014, durante un dibattito sulla MSNBC, Jebreal afferma di ritenere i media statunitensi troppo sbilanciati a favore di Israele, portando ad esempio il numero e la durata delle interviste con esponenti israeliani rispetto a quelle con esponenti palestinesi. Questo atteggiamento, a suo dire, fornirebbe al pubblico un quadro distorto e parziale del conflitto a Gaza. In seguito a queste affermazioni, denuncia l'annullamento da parte della MSNBC di tutte le sue apparizioni sulla rete. Nel 2020 partecipa come ospite al Festival di Sanremo, dove, nella prima serata, affianca il presentatore Amadeus nella conduzione dello show. Dal 2020 Rula Jebreal è inoltre docente presso l'Università di Miami.

## Vita privata
Nel 1997 ha avuto una figlia, Miral, dalla relazione con l'artista Davide Rivalta. Nell'ottobre dello stesso anno si trasferisce da Bologna a Roma con la figlia. Dal 2007 al 2011 ha vissuto a New York assieme a Julian Schnabel, regista del film Miral e noto pittore, che aveva conosciuto nel 2007 a una mostra di pittura a Venezia. Nel 2013 sposa il banchiere americano Arthur Altschul Jr., figlio di un partner di Goldman Sachs, da cui divorzia nel giugno 2016, dopo avere avuto una relazione con Roger Waters, ex bassista dei Pink Floyd.
Rula Jebreal si professa musulmana laica. Poliglotta, parla quattro lingue: italiano, ebraico, inglese e arabo.

## Filmografia

### Attrice
- Seven Women, regia di Yvonne Sciò - documentario (2018)

### Produttrice
- Driving While Black: Race, Space and Mobility in America, regia di Ric Burns e Gretchen Sullivan Sorin - documentario (2020)

### Sceneggiatrice
- Miral, regia di Julian Schnabel (2010)

## Programmi televisivi (parziale)
- Diario di guerra (LA7, 2002) - ospite
- Pianeta 7 (LA7, 2005-2006) - conduttrice
- Omnibus Estate (LA7, 2006) - conduttrice
- Mission (Rai 1, 2013) - conduttrice
- Festival di Sanremo 2020 (Rai 1, 2020) - co-conduttrice

## Libri

### Letteratura
- La strada dei fiori di Miral, Milano, Rizzoli, 2004, ISBN 88-17-00373-5.
- La sposa di Assuan, Milano, Rizzoli, 2005, ISBN 88-17-00867-2.
- Miral, Milano, Rizzoli, 2010, ISBN 978-88-17-04160-7.

### Saggistica
- Divieto di soggiorno. L'Italia vista con gli occhi dei suoi immigrati, Milano, Rizzoli, 2007, ISBN 88-17-01270-X.
- (EN) Gucci. The Making Of, Milano, Rizzoli, 2011, ISBN 978-08-47-83679-6.
- (EN) Moral Relativism, con Steven Lukes, TBS/GBS/Transworld, 2011, ISBN 978-18-47-65320-8.
- Il cambiamento che meritiamo. Come le donne stanno tracciando la strada verso il futuro, Milano, Longanesi, 2021, ISBN 978-88-30-45623-5.
- Le ribelli che stanno cambiando il mondo, Milano, Longanesi, 2023, ISBN 978-88-30-45932-8.
- Genocidio. Quello che rimane di noi nell'era neo-imperiale, Milano, Piemme, 2025, ISBN 978-88-56-69993-7.

## Riconoscimenti
- Premio giornalistico Archivio Disarmo - Colombe d'Oro per la Pace
  - 2007 - Colomba d'Oro per la Pace[36]
- Premio Internazionale di narrativa "Città di Penne"
  - 2005 – Premio Internazionale di narrativa "Città di Penne" per La strada dei fiori di Miral
- Premio Ischia internazionale di giornalismo
  - 2005 – Premio Ischia in ricordo di Angelo Rizzoli[37]
  - 2006 – Premio Ischia per i giornalisti under 35[17][38]